# Список лидеров регулярного чемпионата женской НБА по передачам

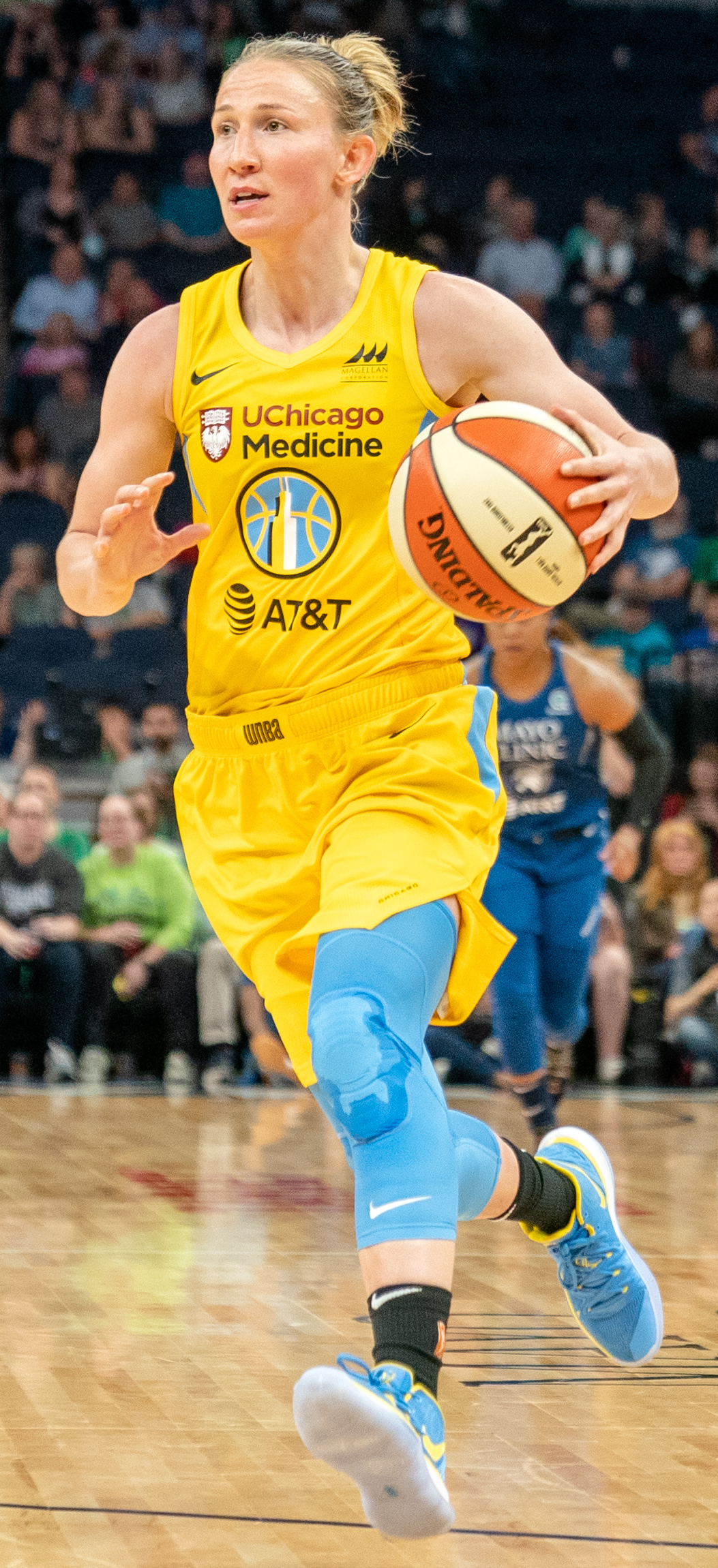
Кортни Вандерслут семь раз становилась лидером регулярного чемпионата ВНБА по передачам.

В Женской национальной баскетбольной ассоциации (ВНБА) присуждается титул лидера регулярного чемпионата по передачам игроку, сделавшему наибольшее количество передач в среднем за игру в течение данного сезона.
В баскетболе «передача» — один из важнейших и наиболее технически сложных элементов, который является самым главным элементом в игре разыгрывающего защитника. Умение правильно и точно передать мяч — основа чёткого, целенаправленного взаимодействия игроков в матче. Результативная передача — это пас на баскетболиста, впоследствии поразившего кольцо соперника, она учитывается в финальном протоколе встречи.
Рекорд по сделанным передачам в отдельно взятом регулярном сезоне, когда сезон состоял из 34 встреч, принадлежит Кортни Вандерслут, которая в сезоне 2019 года раздала 300 передач, а в следующем сезоне также установила рекорд по среднему количеству передач за матч — 10,0. В турнире 2024 года Кейтлин Кларк установила рекорд по сделанным передачам в отдельно взятом регулярном чемпионате, когда сезон состоял уже из 40 игр, раздав 337 передач. В этом же сезоне Кларк установила рекорды по общему количеству совершённых передач и среднему набору за игру для новичков лиги (337 и 8,4 соответственно).
Чаще других победителями в данной номинации становились Тиша Пенишейру и Кортни Вандерслут — по 7 раз, помимо этого Пенишейру является единственным игроком, который выигрывал эту награду шесть раз подряд. Пять раз подряд лучшим распасовщиком женской НБА становилась Кортни Вандерслут, по три раза лучшими игроками по передачам становились Линдсей Уэйлен и Сью Бёрд, и два раза лучшим ассистентом лиги становилась Никки Тисли. Лишь одна баскетболистка выигрывала данную номинацию и чемпионство ВНБА в одном и том же сезоне, ей стала Линдсей Уэйлен в 2011 году в составе клуба «Миннесота Линкс». Кейтлин Кларк стала самой молодой баскетболисткой, завоевавшей этот титул, получив его в возрасте 22 лет и 241 дня. Действующим победителем в этой номинации является разыгрывающий защитник команды «Индиана Фивер» Кейтлин Кларк.

## Легенда
| Поз.    | З        | Ф       | Ц         | APG                        | Прим.      |
| Позиция | Защитник | Форвард | Центровая | Количество передач за игру | Примечания |

| ^         | Отмечены игроки, выступающие в ВНБА по сей день |
| *         | Избраны в Зал славы баскетбола                  |
| Игрок (X) | Количество титулов                              |

## Лидеры регулярного чемпионата ВНБА по передачам
| Сезон | Игрок                     | Фото | Поз. | Команда                  | Игр сыграно | Всего потерь | Передач за потерю | Всего передач | APG  | Прим.         |
| ----- | ------------------------- | ---- | ---- | ------------------------ | ----------- | ------------ | ----------------- | ------------- | ---- | ------------- |
| 1997  | Тереза Уизерспун*         |      | З    | Нью-Йорк Либерти         | 28          | 94           | 1,84              | 173           | 6,2  | [ 1 ] [ 2 ]   |
| 1998  | Тиша Пенишейру[a]         |      | З    | Сакраменто Монархс       | 30          | 116          | 1,93              | 224           | 7,5  | [ 3 ] [ 4 ]   |
| 1999  | Тиша Пенишейру (2)        |      | З    | Сакраменто Монархс       | 32          | 135          | 1,67              | 226           | 7,1  | [ 3 ] [ 5 ]   |
| 2000  | Тиша Пенишейру (3)        |      | З    | Сакраменто Монархс       | 30          | 71           | 3,32              | 236           | 7,9  | [ 3 ] [ 6 ]   |
| 2001  | Тиша Пенишейру (4)[b]     |      | З    | Сакраменто Монархс       | 23          | 64           | 2,69              | 172           | 7,5  | [ 3 ] [ 7 ]   |
| 2002  | Тиша Пенишейру (5)        |      | З    | Сакраменто Монархс       | 24          | 69           | 2,78              | 192           | 8,0  | [ 3 ] [ 8 ]   |
| 2003  | Тиша Пенишейру (6)        |      | З    | Сакраменто Монархс       | 34          | 81           | 2,83              | 229           | 6,7  | [ 3 ] [ 9 ]   |
| 2004  | Никки Тисли               |      | З    | Лос-Анджелес Спаркс      | 34          | 103          | 2,01              | 207           | 6,1  | [ 10 ] [ 11 ] |
| 2005  | Сью Бёрд*[c]              |      | З    | Сиэтл Шторм              | 30          | 87           | 2,02              | 176           | 5,9  | [ 12 ] [ 13 ] |
| 2006  | Никки Тисли (2)           |      | З    | Вашингтон Мистикс        | 34          | 77           | 2,38              | 183           | 5,4  | [ 10 ] [ 14 ] |
| 2007  | Бекки Хэммон*[d]          |      | З    | Сан-Антонио Силвер Старз | 28          | 114          | 1,23              | 140           | 5,0  | [ 15 ] [ 16 ] |
| 2008  | Линдсей Уэйлен*[e]        |      | З    | Коннектикут Сан          | 31          | 58           | 2,86              | 166           | 5,4  | [ 17 ] [ 18 ] |
| 2009  | Сью Бёрд* (2)             |      | З    | Сиэтл Шторм              | 31          | 81           | 2,21              | 179           | 5,8  | [ 12 ] [ 19 ] |
| 2010  | Тиша Пенишейру (7)        |      | З    | Лос-Анджелес Спаркс      | 32          | 72           | 3,06              | 220           | 6,9  | [ 3 ] [ 20 ]  |
| 2011  | Линдсей Уэйлен* (2)       |      | З    | Миннесота Линкс          | 34          | 75           | 2,65              | 199           | 5,9  | [ 17 ] [ 21 ] |
| 2012  | Линдсей Уэйлен* (3)       |      | З    | Миннесота Линкс          | 33          | 68           | 2,62              | 178           | 5,4  | [ 17 ] [ 22 ] |
| 2013  | Даниэлла Робинсон[f]      |      | З    | Сан-Антонио Силвер Старз | 25          | 64           | 2,63              | 168           | 6,7  | [ 23 ] [ 24 ] |
| 2014  | Кортни Вандерслут^[g]     |      | З    | Чикаго Скай              | 18          | 47           | 2,15              | 101           | 5,6  | [ 25 ] [ 26 ] |
| 2015  | Кэндис Паркер[h]          |      | Ф/Ц  | Лос-Анджелес Спаркс      | 16          | 40           | 2,50              | 100           | 6,3  | [ 27 ] [ 28 ] |
| 2016  | Сью Бёрд* (3)             |      | З    | Сиэтл Шторм              | 34          | 84           | 2,33              | 196           | 5,8  | [ 12 ] [ 29 ] |
| 2017  | Кортни Вандерслут^ (2)[i] |      | З    | Чикаго Скай              | 27          | 80           | 2,73              | 218           | 8,1  | [ 25 ] [ 30 ] |
| 2018  | Кортни Вандерслут^ (3)    |      | З    | Чикаго Скай              | 30          | 104          | 2,48              | 258           | 8,6  | [ 25 ] [ 31 ] |
| 2019  | Кортни Вандерслут^ (4)    |      | З    | Чикаго Скай              | 33          | 96           | 3,13              | 300           | 9,1  | [ 25 ] [ 32 ] |
| 2020  | Кортни Вандерслут^ (5)    |      | З    | Чикаго Скай              | 22          | 54           | 4,06              | 219           | 10,0 | [ 25 ] [ 33 ] |
| 2021  | Кортни Вандерслут^ (6)    |      | З    | Чикаго Скай              | 32          | 97           | 2,84              | 275           | 8,6  | [ 25 ] [ 34 ] |
| 2022  | Наташа Клауд^             |      | З    | Вашингтон Мистикс        | 34          | 94           | 2,54              | 239           | 7,0  | [ 35 ] [ 36 ] |
| 2023  | Кортни Вандерслут^ (7)[j] |      | З    | Нью-Йорк Либерти         | 39          | 104          | 3,02              | 314           | 8,1  | [ 25 ] [ 37 ] |
| 2024  | Кейтлин Кларк^            |      | З    | Индиана Фивер            | 40          | 223          | 1,51              | 337           | 8,4  | [ 38 ] [ 39 ] |

## Комментарии
- a  19 августа 1998 года по окончании очередного сезона Тиша Пенишейру в возрасте 23 лет и 335 дней стала самым молодым лучшим игроком по передачам по итогам сезона в истории ВНБА.
- b  В сезоне 2001 года Тереза Уизерспун и Дон Стэйли сделали больше всех передач (203 и 179 соответственно), но провели на 9 встреч больше, чем Тиша Пенишейру, поэтому по среднему показателю за игру они заняли второе и третье место, немного отстав от последней (6,3 и 5,6 против 7,5)[7].
- c  В сезоне 2005 года Темика Джонсон сделала больше всех передач (177), однако провела на 4 встречи больше, чем Сью Бёрд, поэтому по среднему показателю за игру она заняла второе место, немного отстав от последней (5,2 против 5,9)[13].
- d  В сезоне 2007 года Линдсей Уэйлен и Лори Мур сделали больше всех передач (169 и 163 соответственно), но провели на 6 встреч больше, чем Бекки Хэммон, поэтому по среднему показателю за игру они заняли второе и четвёртое место, немного отстав от последней (4,97 и 4,79 против 5,00), а Хэммон оказалась всего лишь на седьмом месте по общему количеству сделанных передач[16].
- e  В сезоне 2008 года Тиша Пенишейру, Сью Бёрд и Шэннон Джонсон сделали больше всех передач (172, 169 и 168 соответственно), однако провели на 2 встречи больше, чем Линдсей Уэйлен, поэтому по среднему показателю за игру они заняли соответственно второе, третье и четвёртое место, немного отстав от последней (5,2, 5,1 и 5,1 против 5,4)[18].
- f  В сезоне 2013 года Линдсей Уэйлен, Дайана Таурази и Кортни Вандерслут сделали больше всех передач (197, 197 и 184 соответственно), но провели соответственно на 9, 7 и 8 встреч больше, чем Даниэлла Робинсон, поэтому по среднему показателю за игру они заняли третье, второе и четвёртое место, немного отстав от последней (5,8, 6,2 и 5,6 против 6,7), а Робинсон всего лишь замкнула первую пятёрку лидеров по общему количеству сделанных передач[24].
- g  В сезоне 2014 года Линдсей Уэйлен, Дайана Таурази и Даниэлла Робинсон сделали больше всех передач (188, 185 и 174 соответственно), но провели соответственно на 16, 15 и 15 встреч больше, чем Кортни Вандерслут, поэтому по среднему показателю за игру они заняли третье, второе и четвёртое место, немного отстав от последней (5,529, 5,606 и 5,273 против 5,611), а Вандерслут даже не попала в первую десятку лидеров по общему количеству сделанных передач[26].
- h  В сезоне 2015 года Кортни Вандерслут, Даниэлла Робинсон и Сью Бёрд сделали больше всех передач (198, 149 и 147 соответственно), но провели соответственно на 18, 14 и 11 встреч больше, чем Кэндис Паркер, поэтому по среднему показателю за игру они заняли второе, четвёртое и третье место, немного отстав от последней (5,8, 5,0 и 5,4 против 6,3), а Паркер даже не попала в первую десятку лидеров по общему количеству сделанных передач[28].
- i  В сезоне 2017 года Лейшия Кларендон сделала больше всех передач (226), но провела на 7 игр больше, чем Кортни Вандерслут, поэтому по среднему показателю за матч она заняла второе место, намного отстав от последней (6,6 против 8,1)[30].
- j  В сезоне 2023 года Алисса Томас совершила больше всех передач (316), но провела на 1 игру больше, чем Кортни Вандерслут, поэтому по среднему показателю за игру она заняла второе место, немного отстав от последней (7,9 против 8,1)[37].